# Matsudaira Ietada

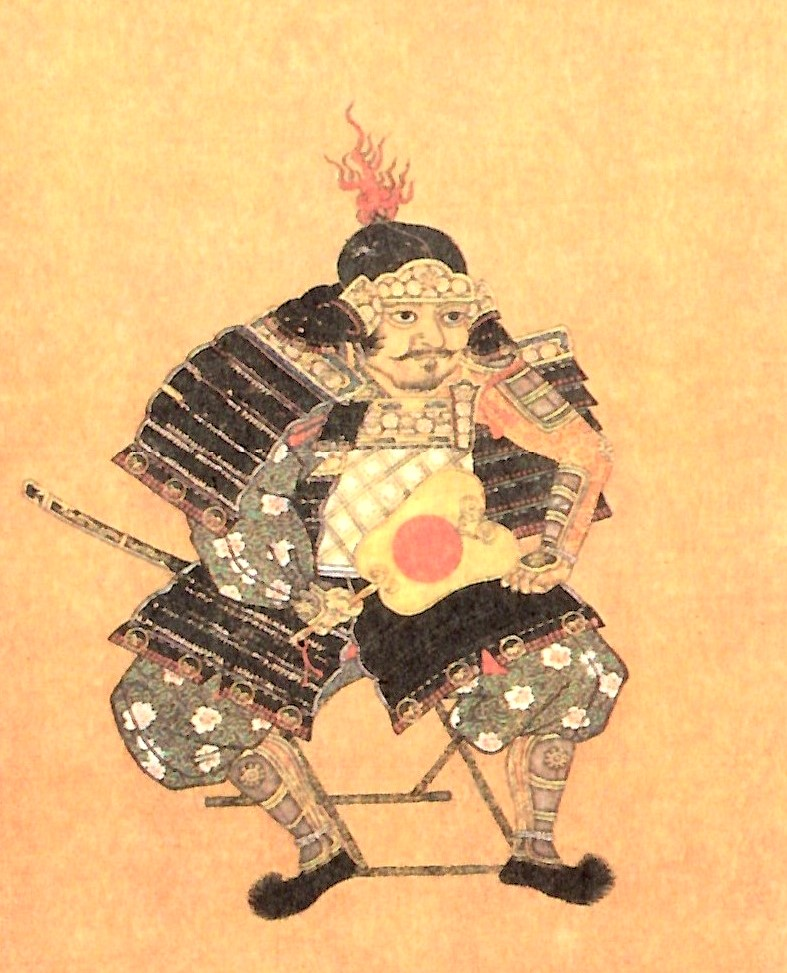
Matsudaira Ietada (Ausschnitt aus einer Bildrolle)

Matsudaira Ietada (japanisch 松平 家忠; geboren 1555; gestorben 8. September 1600 in der Provinz Yamashiro) war ein japanischer Feldherr.

## Leben und Wirken
Matsudaira Ietada war der älteste Sohn von Matsudaira Koretada (松平 伊忠; 1537–1575). Seine Mutter war die Tochter des Feldherrn Mizuno Tadamasa (水野 忠政; 1493–1543). Er wurde gewöhnlich Matahachirō (又八郎) oder Shudonosuke (主殿助) gerufen. Er war Herr der Burg Fukōzu (深溝城) in der Provinz Mikawa.
Unter Tokugawa Ieyasu, mit dem er entfernt verwandt war, war er ein aktives Mitglied der Gruppe um Sakai Tadatsugu (酒井 忠次; 1527–1596), dem „Hatamoto von Higashi Mikawa“ (東三河の旗頭). Matsudaira erlangte militärischen Ruhm in der Schlacht von Nagashino 1557. 1575 machte er sich zusammen mit Makino Yasunari (牧野 康成; 1555–1610) einen Namen, indem er die  Burg Makino (牧野城) verteidigte, die er den Takeda-(武田)-Truppen abgenommen hatte. Später war er an der Befriedung von Kōshū und den Schlacht von Komaki und Nagakute (1584)  beteiligt. Er wirkte auch mit am Angriffs auf Burg Takatenjin (高天神城) und am Bau der Burg Hamamatsu.
Matsudaira beteiligte sich auch an der Belagerung von Odawara 1590. Er war als geschickter Baumeister bekannt. Als Ieyasu 1590 die Kantō-Region erhielt, gewährte er ihm als treuer Musashi-Anhänger (武蔵忍, Musashi Oshi) ein Einkommen von 10.000 Koku. Er wechselte von der Burg Kajiro (上代城) in der Provinz Shimousa zur Burg Omigawa (小見川城) in der gleiche Provinz.
Matsudaira war ein erfahrener Bauunternehmer und war am Bau von Burgen wie der Burg Edo und der Burg Fushimi beteiligt. Er kämpfte tapfer als Verteidiger in der Schlacht um die Burg Fushimi, wurde aber 1600 im Kampf getötet. Er wurde nur 45 Jahre alt. Er hinterließ das „Ietada-Tagebuch“ (家忠日記, Ietada Nikki), das er vom Oktober 1575 bis zum Oktober 1594 über 17 Jahre führte. Das Tagebuch beschreibt Ieyasus Verhalten in dieser Zeit und die Beziehungen zwischen Ieyasu, Oda Nobunaga und Toyotomi Hideyoshi. Es ist auch eine wichtige Quelle zur Person Yasuke, eines Farbigen.